# Sally Salminen
Sally Alina Ingeborg Salminen (Vargata, 25 april 1906 – Kopenhagen, 18 juli 1976) was een Zweedstalige Ålandse schrijfster.

## Biografie
Salminen werd in 1906 geboren als achtste kind in een arm gezin met uiteindelijk 12 kinderen. Toen ze 7 was verdronk haar vader, en werd het voor haar moeder erg moeilijk om voor het grote gezin te zorgen. Sally ging in haar dorp werken in een kruidenierswinkel en verhuisde vervolgens in 1924 naar Stockholm en later naar Linköping om daar als dienstmeid te gaan werken. Ze had het daar niet naar haar zin en in 1927 keerde ze terug naar Åland, waar ze een opleiding volgde en boekhoudster werd in Mariehamn.
In 1930 verhuisde ze samen met haar jongere zus Aili naar de Verenigde Staten, waar ze in New York in de huishouding ging werken bij een miljonairsgezin. Toen haar zus terugging naar Europa was dat voor haar een groot gemis. Ze ging contacten zoeken met andere Scandinavische immigranten en ging artikelen schrijven in Scandinavische tijdschriften. 
In haar vrije tijd schreef ze daar in 1934 het manuscript van haar debuutroman Katrina, waarmee ze in 1936 een Zweeds-Finse schrijfwedstrijd won. Het boek, dat nog datzelfde jaar werd uitgegeven, gaat over een meisje uit Österbotten, dat zich aangetrokken voelde tot het harde leven in de archipel van Åland. De roman was wereldwijd een groot succes en werd vertaald in meer dan twintig talen, waaronder het Nederlands. In 1943 werd het boek verfilmd door Gustaf Edgren. Van 1937-1939 werd Salminen zelfs driemaal genomineerd voor de Nobelprijs voor de literatuur. Met het prijzengeld en door de verkopen van haar boek kon ze eindelijk haar droom waarmaken om schrijfster te worden.

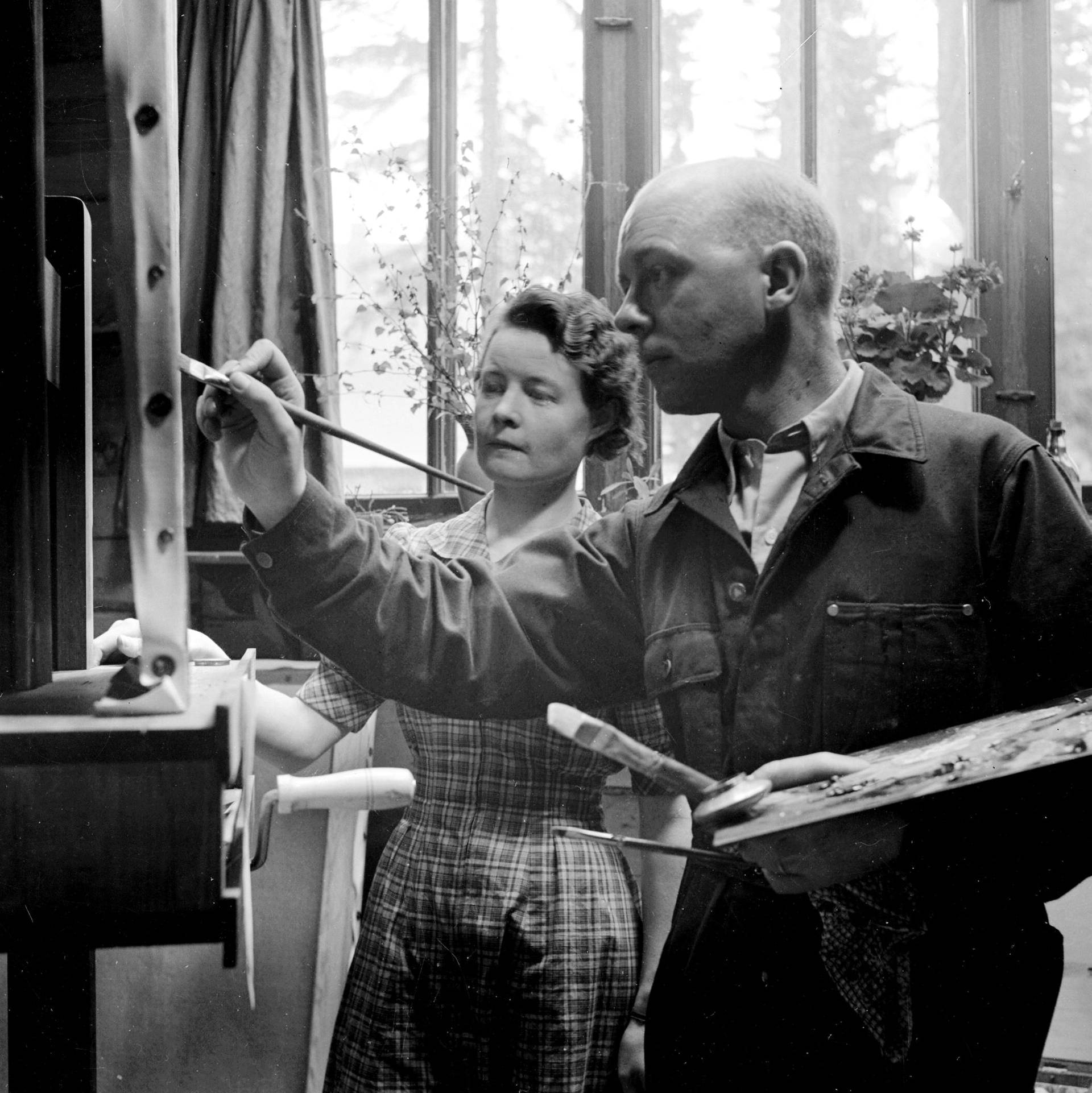
Sally Salminen samen met haar echtgenoot Johannes Dührkop (ca. 1941).

In 1936 keerde ze terug naar Åland waar ze een huis liet bouwen. Ze heeft er echter weinig plezier van gehad, want teruggekomen op haar geboortegrond bleek dat ze daar niet echt geliefd was. In haar roman had ze enkele sociale structuren blootgelegd die door haar landgenoten als pijnlijk werden ervaren. Ze heeft meerdere malen overwogen om terug te keren naar de VS.
In 1939 leerde ze echter de Deense schilder Johannes Dührkop (1903–1985) kennen die tijdens de winteroorlog naar Finland was gekomen als journalist.
In 1940 trouwden ze in Helsinki, en verhuisden ze samen naar Denemarken. Salminen kreeg ook het Deense staatsburgerschap, maar ging zich nooit echt Deen voelen. Ze schreef na Katrina nog veel romans, waarvan de omslagen werden ontworpen door haar man, maar die evenaarden nooit de successen van haar debuut. In haar geboorteland Finland raakte ze in de vergetelheid; in Denemarken werd ze echter een bekende naam.
De laatste tien jaar van haar leven leed ze aan een pijnlijke spierziekte, waardoor ze niet meer kon spreken en via een communicatiebord moest communiceren.

## Bibliografie

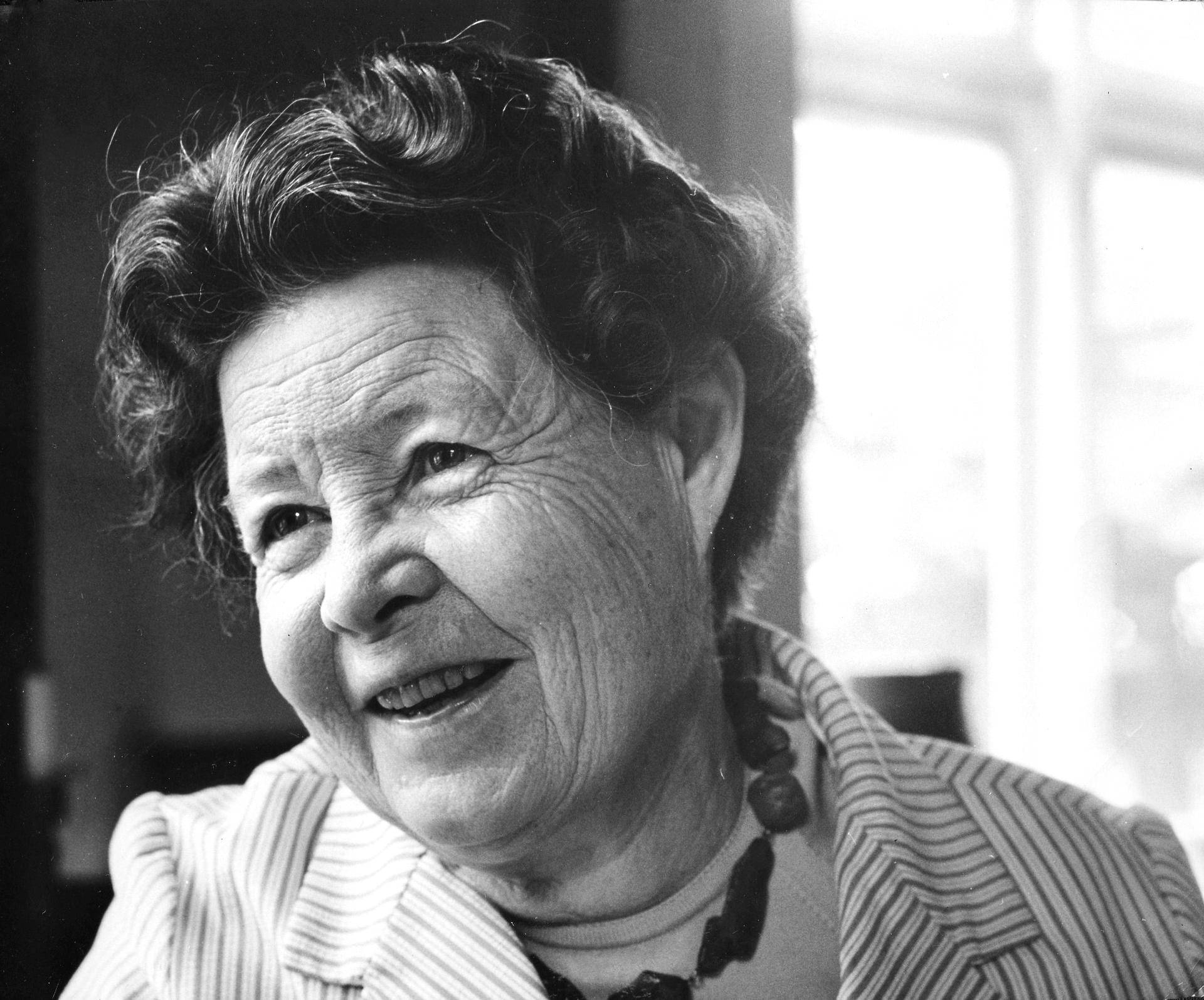
Salminen in 1968.

## Prijzen en onderscheidingen
- 1937 – Tollanderprijs (prijs voor Zweedstalige literatuur in Finland)
- 1953 – Ingrid Jespersens legat
- 1967 – Tagea Brandt Rejselegat

## Trivia
- Op 6 mei 1996 verscheen er een Europa-postzegel van Åland met haar beeltenis erop.[3]
- Salminen was een achternicht van haar vakgenoot Anni Blomqvist.

- Bibsys: 90115590
- Bibliothèque nationale de France: cb12515851t (data)
- CiNii: DA10253669
- Gemeinsame Normdatei: 118855972
- International Standard Name Identifier: 0000 0001 2138 155X
- Library of Congress Control Number: n96086501
- Nationale Bibliotheek van Letland: 000047857
- Nationale Bibliotheek van Tsjechië: xx0004977
- Nationale Bibliotheek van Polen: a0000002234306
- Nationale en Universitaire bibliotheek Zagreb: 000762966
- Nederlandse Thesaurus van Auteursnamen: 072460288
- Réseau des bibliothèques de Suisse occidentale: 02-A003780770
- Istituto Centrale per il Catalogo Unico: PBEV029321
- LIBRIS: 217069
- Système universitaire de documentation: 03439902X
- Virtual International Authority File: 69037430
- WorldCat: E39PBJqBpxbKMXYqDbWKXRw6Kd